# Marcia González Aguiluz
Marcia González Aguiluz (San José, 16 de enero de 1969) es una abogada con énfasis en derecho internacional ambiental costarricense. Expresidenta del Partido Acción Ciudadana entre 2017 y 2018, excandidata a alcaldesa por el cantón de Santa Ana en 2016 y Ministra de Justicia y Paz, designada por el presidente Carlos Alvarado Quesada desde el 8 de mayo de 2018 hasta el 7 de febrero de 2020 donde renunció tras saberse que llevaba 4 años sin pagar impuestos territoriales. Además fue candidata a diputada y tampoco alcanzó dicho escaño debido a la derrota que obtuvo el Partido Acción Ciudadana en las elecciones generales de 2022.

## Biografía
González Aguiluz nació en San José, el 16 de enero de 1969, y es hija de Hernán González Gutiérrez y Evangelina Aguiluz Castro. Estudió en el Liceo Franco Costarricense y en la Universidad de Costa Rica. 
Entre 1992 y 2002, González ejerció diversos puestos relacionados con el derecho ambiental y la cooperación internacional, como en la Unión Mundial para la Naturaleza (UICN), la Federación de Entidades Privadas de Centroamérica y Panamá, The Nature Conservancy, la Universidad para la Cooperación Internacional y la oficina de comercio de la embajada de los Estados Unidos en Costa Rica. En 1998, estudió derecho internacional ambiental y comercio internacional en la American University.
Entre 2002 y 2006, González ejerció el cargo de regidora del Concejo Municipal del cantón de Santa Ana. Entre el 2003 y el 2013 empeño varios cargos en diferentes organizaciones y empresas, como en el Banco Mundial, el Programa de las Naciones Unidas para el Desarrollo (PNUD) y la Fundación Manuela Sáenz G. para la Niñez.
En 2016, fue candidata por la alcaldía de Santa Ana por el Partido Acción Ciudadana, su derrota la llevó al cuarto lugar. A partir del 2 de septiembre de 2017, González asumió el cargo de presidenta del Partido Acción Ciudadana, para 8 meses después, integrar el gabinete de Carlos Alvarado como Ministra de Justicia y Paz, a partir del 8 de mayo de 2018.
El 7 de febrero de 2020 renunció a su cargo como Ministra de Justicia y Paz, tras saberse que llevaba 4 años sin pagar impuestos territoriales.